# Johan August Arfwedson

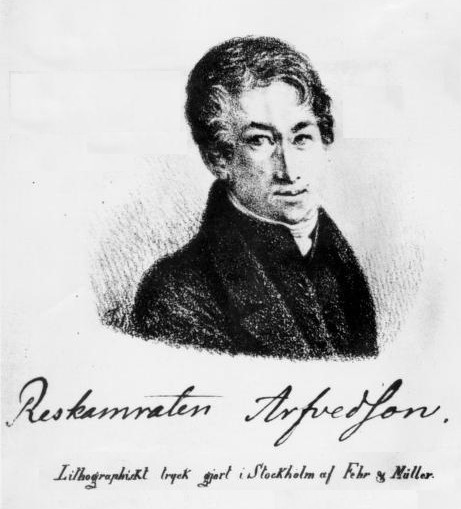
Johan A. Arfwedson.

Johan August Arfwedson (även stavat Arfvedson), född 4 januari 1792 på Skagerholms bruk i Finnerödja socken i Skaraborgs län, död 28 oktober 1841 på Hedensö, var en svensk kemist som är mest känd för sin upptäckt av grundämnet litium. Han är farmors farfar till kemisten Tomas Lindahl.

## Biografi
Johan August Arfwedson tillhörde en framstående borgarsläkt från Stockholm. Hans gren var dock verksam inom bruksindustrin, så även fadern Jacob Arfwedsson. Modern Anna Elisabeth Holterman var dotter till Martin Holterman och släkt med Niclas Sahlgren.
Efter studier vid Uppsala universitet avlade Johan August Arfwedson bergsexamen 1812 och fick anställning som kanslist i Bergskollegium. Där ägnade han sig under Jöns Jacob Berzelius' ledning och i sitt privata laboratorium med mycken iver åt kemiska forskningar och upptäckte 1817, vid analys av prover av mineralet petalit från Utö järngruvor, oxiden till ett förut okänt grundämne, litium. Litium visade sig vara en alkalimetall och fick på Berzelius' förslag namnet lithion, "av sten". För sin upptäckt blev Arfwedson redan under sin livstid berömd.
Efter en 1818–19, delvis i sällskap med Berzelius, företagen resa i England, Frankrike och Tyskland invaldes han av franska vetenskapsakademien till korresponderande ledamot. 
Arfwedson författade flera värdefulla avhandlingar, dels av kemiskt, dels av mineralanalytiskt innehåll, vilka finns införda i Vetenskapsakademiens handlingar samt i de av Hisinger, Berzelius m.fl. utgivna Afhandlingar i fysik, kemi och mineralogi. Sedan Arfwedson genom arv kommit i besittning av en betydande förmögenhet i form av bl.a. Skagersholms och Brunnsbergs bruk, tillbringade han de sista 20 åren av sitt liv på sin inköpta egendom Hedensö i Södermanland med tillhörande Näshulta bruk, där han inrättade ett kemiskt laboratorium. Till följd av vidlyftiga ekonomiska bestyr blev han snart tvungen att åsidosätta sin forskning. Han följde dock med intresse vetenskapens framsteg och stod i livlig brevväxling med Berzelius. Efter Arfwedson har det grönländska mineralet "arfvedsonit" blivit uppkallat. 
Han blev ledamot av Vetenskapsakademien 1821. 

### Skrifter i Urval
- Bidrag till en närmare kännedom om Uranium. 1822
- Om svafvelsyrade metallsalters sönderdelning med vätgas.
- Undersökningar af några mineralier. (Cyanit, nephelin, sodalit)

## Familj
Arfwedson var gift med Sara Sophia von Ehrenheim.